# 脱出アドベンチャー 第七の予言
『脱出アドベンチャー 第七の予言』(だっしゅつアドベンチャー だいななのよげん)は、アークシステムワークスより2016年9月28日にニンテンドーeショップにて配信開始されたニンテンドー3DS用ゲームソフト。脱出アドベンチャーシリーズ第8作。

## 概要
学園を舞台にした脱出ゲーム。時野若留を主人公とする脱出アドベンチャーシリーズ第8作。本作では十田と四馬と共に廃校からの脱出を目指すメインシナリオと若留が思い出した数日前から直前までの彦道、優里香、秀ノ介と行動する回想パートを交互に進めて行く。

## ストーリー
見慣れぬ場所で目覚めた若留は数日間の記憶を失っていた。手掛かりはポケットに入っていた予言の書かれた7枚の紙。建物を探索しているとそこは若留が一時通っていた小学校であることを知る。さらにそこで出会った小学校時代の探検仲間の十田と四馬から若留の転校後、小学校は地盤沈下で地下に埋まってしまった事を知り…。
回想パート-若留の家に届いた差出人不明の箱を開けると予言が書かれた7枚の紙が入っていた。ちょうどそのとき、第一の予言通りに祖父が倒れる。予言に興味を持った若留は彦道、優里香、秀ノ介と共に残りの予言の調査に乗り出す。

## 登場人物
時野 若留（ときの わかる）/ワカル
シリーズの主人公で、私立逢魔学園高校2年生。時計屋「時野時計店」の孫娘。母から貰った特殊な腕時計・クロノテクトを使った分解が得意。
鍛冶野 彦道（かじの ひこみち）
若留の幼馴染で現在も同級生。驚異的な悪運の持ち主。
須佐見 優理香（すさみ ゆりか）
若留の同級生。逢魔学園理事長の娘で自称名探偵。呪いの数列事件後に若留、彦道、秀ノ介と探求部を立ち上げる。
須佐見 秀ノ介（すさみ しゅうのすけ）
若留の同級生。優理香の双子の弟。
月夜野 境護（つきよの きょうご）
若留たちのクラスの担任教師。 優理香に頼まれ探求部の顧問になる。
十田 美輝 (とだ よしき)/トビ
廃校で出会った青年。別の高校3年のサッカー部。小学校時代はサッカー選手を夢見るやんちゃ少年だったがルイの死が心の傷になっている。偶然出会った加路に弟子入りする。加路から聞いた「望んだ世界を創り出す兵器」でルイの生きている未来を創ろうと画策する。
四馬 博 (しば ひろし)/ハカセ
廃校で出会った青年。博識だが気弱。数日前に廃校で見つけたルイの手紙を読みルイの依頼通り行動する。
九郷 瑠以(くごう るい)/ルイ
若留の小学校時代の探検仲間。元々は超能力少女としてTV出演していたがインチキ疑惑で逃げる様に若留たちの近所の駄菓子屋に引っ越してくる。いつもぬいぐるみを抱き、声が上手く出せず若留たちからのプレゼントの手帳で筆談する。若留の転校後謎の失踪を遂げる。
本作の発端を描いたおまけシナリオでは主役を務める。
時野 創司(ときの そうじ)
若留の祖父。時計屋「時野時計店」の店主。
加路 雄人(かじ ゆうと)
逢魔学園OBで元逢魔学園オカルト研究部部長。10年前、呪いの数列調査中に謎の失踪を遂げる。その後も様々なオカルトや超常現象の調査をしている。偶然出会った十田と共に「望んだ世界を創り出す兵器」の調査をしていたが調査を打ち切ることを書いた置手紙を残し十田の前から姿を消す。
道を示すもの
旧日本軍が戦争に勝つために研究していた未来予測装置。終戦と研究者の死で忘れ去られていたがたまたま波長があったルイとテレパシーで会話できる。ルイの依頼で若留の転校後に疎遠になっていたワカル、トビ、ハカセが再会できるようにアドバイスする。